# Brandon (Dacota do Sul)
Brandon é uma cidade localizada no estado norte-americano de Dakota do Sul, no Condado de Minnehaha. Faz parte da região metropolitana de Sioux Falls.

## Demografia
Segundo o censo norte-americano de 2000, a sua população era de 5693 habitantes. 
Em 2006, foi estimada uma população de 7643, um aumento de 1950 (34.3%).

## Geografia
De acordo com o United States Census Bureau tem uma área de 
9,8 km², dos quais 9,8 km² cobertos por terra e 0,0 km² cobertos por água. Brandon localiza-se a aproximadamente 413 m acima do nível do mar.

## Localidades na vizinhança
O diagrama seguinte representa as localidades num raio de 20 km ao redor de Brandon. 